# Elise Ray
Mary Elise Ray (Tallahassee, 6 febbraio 1982) è un'ex ginnasta statunitense.
Oggi lavora come assistente allenatrice della squadra di ginnastica universitaria dei Washington Huskies, e occasionalmente lavora come commentatrice. Ha lavorato nel Cirque du Soleil dal 2005 al 2008.

## Carriera sportiva
Elise comincia a fare ginnastica nel 1987.
La sua allenatrice fu Kelli Hill, anche allenatrice della campionessa olimpica Dominique Dawes e della campionessa del mondo e medagliata olimpica Courtney Kupets.
Nel 1996 vince due ori e un argento ai Giochi Panamericani Juniores, oltre che un bronzo individuale ai Campionati Nazionali Juniores.
Nel 1998 vince la medaglia d'oro alle parallele ai Campionati Nazionali, oltre che un argento nello stesso attrezzo ai Goodwill Games, piazzandosi dietro Svetlana Khorkina ma battendo Simona Amânar.

### 1999:mondiali
Elise guadagna un posto nella squadra per i Mondiali 1999 vincendo un oro al corpo libero ai Campionati Nazionali e vincendo inoltre i World Trials, la gara di selezione.
Ai mondiali, la squadra americana si piazza ultima nel concorso a squadre, ma è Elise che guadagna i migliori piazzamenti per gli Stati Uniti, finendo ottava nel concorso individuale e settima nella finale alle parallele.

### 2000:Olimpiadi
L'anno di Elise comincia con due ori ai Campionati Nazionali, uno dei quali nel concorso generale. Vince inoltre gli Olympic Trials, ottenendo automaticamente un posto nella squadra olimpica, insieme a Amy Chow, Dominique Dawes, Jamie Dantzscher, Kristen Maloney e Morgan White (poi sostituita da Tasha Schwikert perché infortunata).
Alle Olimpiadi di Sydney, Elise aiuta la squadra americana a piazzarsi quarta. Individualmente Elise si piazza 14ª nel concorso generale individuale a causa di una caduta dalla trave.
Elise fu una delle ginnaste che dovettero eseguire i propri salti al volteggio mentre questo era ancora più basso di quanto stabilito, per questo fallì entrambi i salti dopo aver rischiato un infortunio serio nel riscaldamento. Una volta che i giudici si accorsero dell'errore, invitarono le ginnaste che avevano sbagliato a rifare i loro salti. Elise, fino ad allora 36ª e ultima in classifica, guadagnò 22 posizioni eseguendo l'esercizio nel migliore dei modi.
Elise si classificò inoltre ottava nella finale a trave a causa di un errore nella connessione di un elemento.
Nel 2010, la ginnasta cinese Dong Fangxiao ammise di essere stata sotto l'età consentita durante le Olimpiadi, e venne forzata, insieme a tutta la squadra cinese, a restituire il bronzo a squadre che andò agli Stati Uniti.

### Dopo le Olimpiadi
Dopo il 2000 Elise si unì alla squadra di ginnastica universitaria dell'Università del Michigan, dove ebbe una carriera di successo, ed ottenne vari ori tra parallele, trave, e concorsi sia individuali che a squadre. Ottenne inoltre 14 premi All-America.

### Gli Elementi "Ray"
Tre elementi a parallele prendono il nome di Elise Ray:
- una variazione della release move Tkatchev nella quale la ginnasta deve partire tenendo le dita dei piedi appoggiate alla sbarra e compiere con queste mezzo giro;
- un'uscita in doppio teso con due avvitamenti;
- uno stalder di transizione dalla sbarra bassa a quella alta.[2]